# District de Shihe
Le district de Shihe (浉河区 ; pinyin : Shīhé Qū) est une subdivision administrative de la province du Henan en Chine. Il est placé sous la juridiction de la ville-préfecture de Xinyang.